# Zbigniew Pakalski

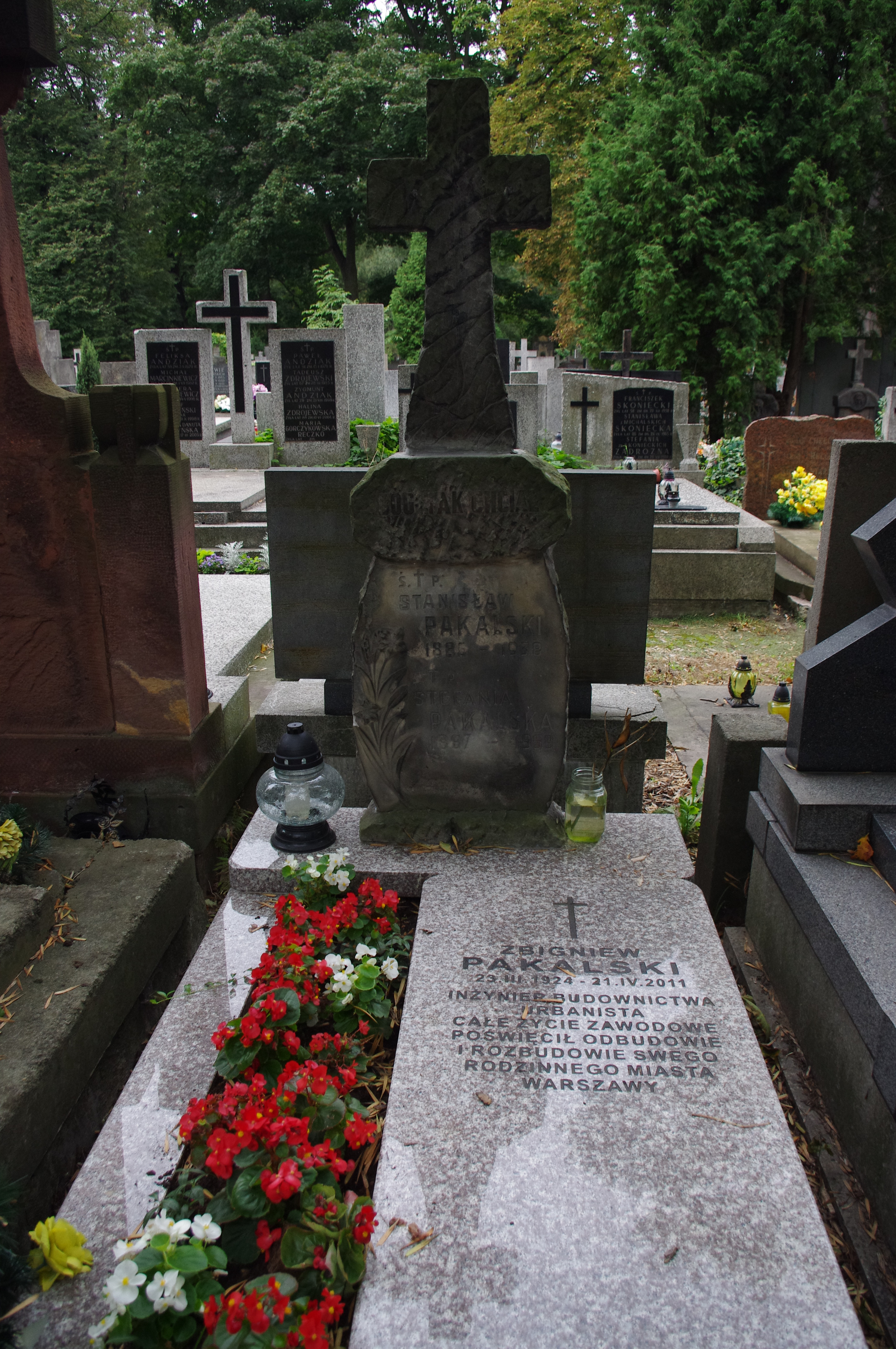
Grób inż. budownictwa Zbigniewa Pakalskiego na cmentarzu Bródnowskim w Warszawie (kwatera 31A-1-21).

Zbigniew Pakalski (ur. 23 marca 1924, zm. 21 kwietnia 2011) – polski inżynier budownictwa, autor publikacji książkowych i prasowych. Był kolejno pracownikiem  Biura Odbudowy Stolicy, Dyrekcji Rozbudowy Miasta oraz COSP Inwestprojekt.
W wyborach samorządowych w 1994 bez powodzenia ubiegał się o mandat radnego gminy Warszawa-Centrum z listy Unii Pracy.

## Wybrana bibliografia autorska
- Nalewki : z dziejów polskiej i żydowskiej ulicy w Warszawie ("Typografika", Warszawa, 2003)
- Warszawa moich wspomnień : 1935-1939 (Wydawnictwo Techniczne Grzegorz Safinowski, Warszawa; Przasnysz, 1995)